# Cambala dentata
Cambala dentata är en mångfotingart som beskrevs av Pocock 1894. Cambala dentata ingår i släktet Cambala och familjen Cambalidae. Inga underarter finns listade i Catalogue of Life.